# ワイナンド・グラスマン
ワイナンド・グラスマン（Wynand Grassmann、1995年1月19日 - ）は、南アフリカ共和国出身のラグビーユニオン選手。ジャパンラグビーリーグワンの日野レッドドルフィンズに所属している。

## 略歴
2016年、南アフリカ共和国東ケープ州のイースタン・プロヴィンス・エレファンツに加入。2019年、西ケープ州のSWDイーグルスに移籍。
2021年、ロシアのスラヴァ・モスクワに所属。
2022年から2シーズン、アメリカ合衆国メジャーリーグラグビーのヒューストン・セイバーキャッツに加入した。
2024年8月、トップイーストリーグAグループの東京ガスラグビー部と契約。
2025年8月、ジャパンラグビーリーグワンの日野レッドドルフィンズに加入。